# Huskvarna
Huskvarna (uttal (fil)) är en tidigare stad, som sedan 1971 är en del av Jönköpings kommun. Dess bebyggelse ingår i tätorten Jönköping. Till 1906 skrevs namnet med 'q' (Husqvarna), vilket bibehållits av företaget med samma namn. 
Huskvarnas lägre belägna stadskärna är omgiven av bebyggda höjdområden som Öxnehaga, Stensholm, Petersberg samt Egna Hem. Nivåskillnaden är som mest omkring 120 meter. Klevaliden (Hakarpsvägen) och Ådalsvägen (länsväg 132) leder till de östra höjdområdena, medan de västra kan nås bland annat via Öxnehagaleden. En stor del av det lägre området mot Vättern låg obebyggt till början av 1900-talet och Kungsgatan, där köpcentrum Rosen nu ligger, kallades länge ”Sista gatan”. Den sanka Rosendalamaden fylldes ut som nödhjälpsarbete i början av 1920-talet.
Huskvarna är känt för vackra trädgårdar och sina industriella traditioner. Föregångaren till Husqvarna AB, ett gevärsfaktori, startade sin tillverkning här 1689. Idag tillverkas bland annat motorsågar och gräsklippare på Husqvarnas fabrik. Andra viktiga industriföretag är Saab Training Systems och Carlfors bruk. I Idrottsparken finns en byst av industrimannen Wilhelm Tham.

## Ortnamnet
Stadens etymologiska ursprung härleds från den kvarn som stod bredvid den till Rumlaborg närliggande ån Husån, som namngivits efter Rumlaborgs hus. Med ”hus” avsågs på den tiden slott eller fästning. Det nedersta fallet i ån benämndes av E. Dahlberg som Qwarnfallet och kvarnen kallades då Husqwarnen. Ortnamnets stavning har varierat något, med former som Husquarn, Husquern, Husquarna, och så vidare. A:et är en dialektal form.

## Historik

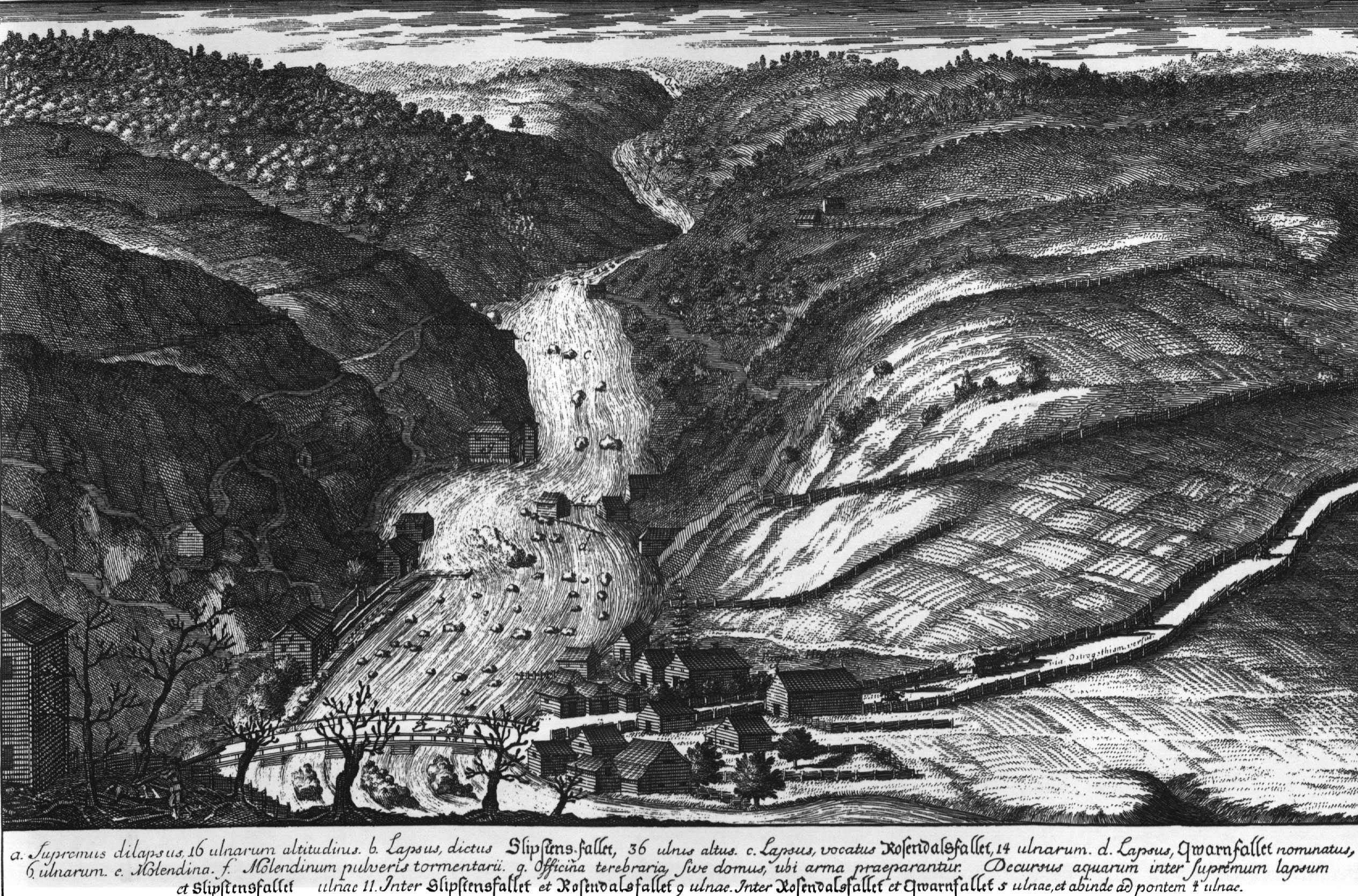
Huskvarna vattenfall omkring år 1700.

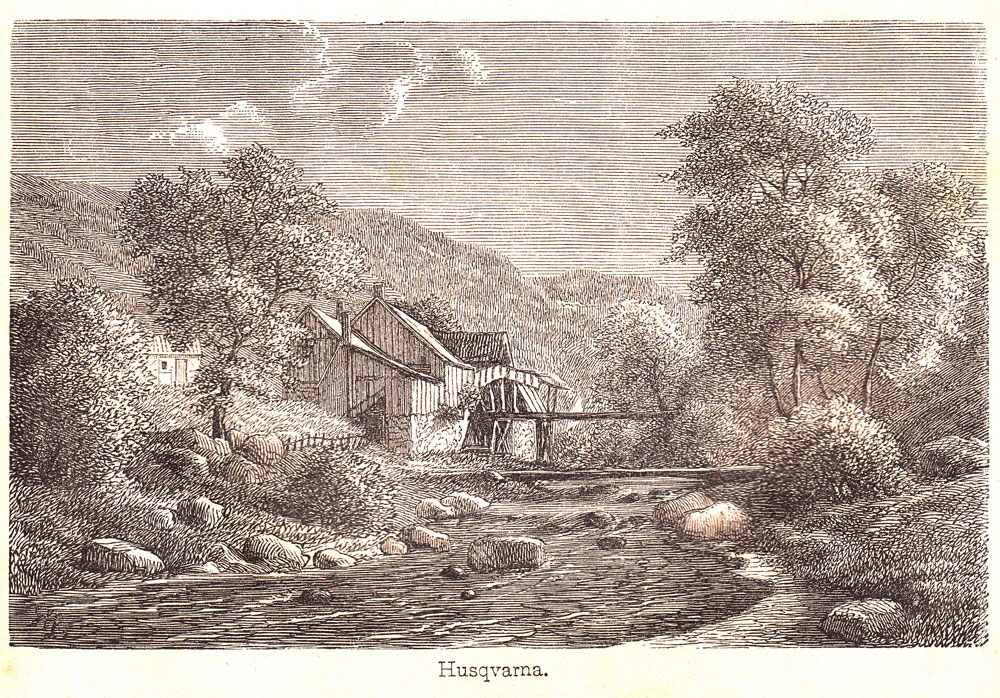
Huskvarna på 1860-talet. Träsnitt av Emil Libert (1820-1908) i Svea folk-kalender för 1868.

Huskvarnas industriella historia går tillbaka till 1689. Då flyttade delar av Jönköpings gevärsfaktori ut från Jönköping och Dunkehallaån till fallen i Huskvarnaån. Dessförinnan fanns vid ån några kvarnar och ett krutbruk. När krutbruket lades ned i slutet av 1700-talet, tog vapenfabriken helt över strömmarna vid Huskvarnaån och fortsatte expandera.
En ny epok inleddes 1867, då det privatägda faktoriet blev aktiebolag, med namnet Husqvarna. En hamn anlades vid Oset, Huskvarna på 1870-talet, och 1894 anslöts Huskvarna med den smalspåriga Jönköping–Gripenbergs Järnväg, som gick mellan Jönköping och Vireda. Statsbanelinjen mellan Nässjö och Falköping fick senare även en hållplats, Huskvarna södra.
Vattenkraften var en viktig förutsättning för den rätt omfattande industrietablering som under 1800-talets senare decennier ägde rum runt det gamla faktoriet. En förtätad bebyggelse växte fram. Vid 1880-talets mitt uppgick Huskvarnas befolkning till omkring 1 200 personer. Folkmängden hade 1911, då Huskvarna stad bildades, ökat till närmare 6 000 personer. Av stadens 8 165 invånare 1930 var 2 028 anställda vid Husqvarna. AB Husqvarna Borstfabrik var den enda andra större industrin i staden.
Huskvarna har varit starkt specialiserat på metall- och verkstadsindustri. Branschens goda konjunkturer har givit orten en relativt hastig tillväxt. Drygt 12 000 personer bodde i staden 1950. Expansionen medförde att Huskvarna bebyggelsemässigt växte ihop med Jönköping och upphörde som egen kommun 1971.

### Administrativa tillhörigheter
Huskvarna var ett samhälle i  Hakarps socken som efter kommunreformen 1862 låg i Hakarps landskommun. Samhället bröts ut ur denna landskommun 1907 och bildade Huskvarna köping som 1911 ombildades till Huskvarna stad. 1967 uppgick Hakarps landskommun i stadskommunen, där Huskvarna bebyggelse därefter bara utgjorde en mindre del av stadskommunens yta. 1971 uppgick Huskvarna stad i Jönköpings kommun.
I kyrkligt hänseende hör orten till Huskvarna församling sedan 1919, Hakarps församling dessförinnan.
Orten ingick till 1891 i Tveta tingslag, därefter till 1971 i Tveta, Vista och Mo tingslag. Sedan 1971 ingår Huskvarna i Jönköpings tingsrätts domsaga.

### Befolkningsutveckling
| Befolkningsutvecklingen i Huskvarna 1900–1900 | Befolkningsutvecklingen i Huskvarna 1900–1900 | Befolkningsutvecklingen i Huskvarna 1900–1900 | Befolkningsutvecklingen i Huskvarna 1900–1900 | Befolkningsutvecklingen i Huskvarna 1900–1900 |
| --------------------------------------------- | --------------------------------------------- | --------------------------------------------- | --------------------------------------------- | --------------------------------------------- |
|                                               |                                               |                                               |                                               |                                               |
| År                                            |                                               |                                               | Folkmängd                                     |                                               |
| 1900                                          | 1900                                          |                                               | 3 740                                         | †                                             |
| † Som köpingsliknande samhälle 1900.          |                                               |                                               |                                               |                                               |

## Stadsbild
Huskvarna växte upp kring den fabrik, Husqvarna, som byggdes vid foten av det stora vattenfall som Huskvarnaån här bildar.
Vattenfallet börjar vid Stensholms höjder och slutar vid Kvarnbron, nedanför den så kallade Stampabacken.
Angränsande kommundelar/orter är Skärstad, Lekeryd, Tenhult, Vättersnäs och Öxnehaga.
Huskvarna kyrka invigdes 1910, ritad av Birger Damstedt och till det yttre påminnande om en norsk stavkyrka.

## Stadsdelar
- Öxnehaga
- Stensholm
- Egnahem
- Petersberg
- Brunstorp
- Söder
- Norrängen
- Jutaholm
- Fagerslätt
- Jöransberg

## Järnvägsförbindelser
År 1864 öppnades järnvägslinjen Nässjö-Falköping och trakten fick en station nedanför Öxnehaga, då tillhörande Rogberga. Linjen var från början en del av Södra stambanan, men hamnade vid sidan av riksnätet när Östra stambanan Nässjö-Katrineholm öppnades tio år senare. Under namnet Jönköpingsbanan trafikeras den nu mellan Nässjö och Göteborg av Västtåg, mellan Norrköping och Jönköping av Östgötapendeln samt mellan Jönköping och Stockholm via Nässjö med SJ 3000 (X55) eller X 2000 (X2) och förbinder därmed Södra och Västra stambanan.
Mellan 1894 och 1935 fanns i Huskvarna järnvägsstationen Rosendala station, belägen vid Vättern strax öster om Oset, som är Huskvarnaåns utlopp i Vättern. Den smalspåriga Gripenbergsbanan passerade här på sin 600 mm breda och 44,1 km långa väg från Jönköping Östra station till Vireda station. Från Rosendala utgick även ett 1,4 km långt stickspår till Huskvarna centrum. Det följde Drottninggatans östra sida fram till Esplanaden, där stationsbyggnaden gick under namnet ”Gule knut”. Efter nedläggningen 1935 fick spåret normalvidd från Jönköping till Husqvarna Vapenfabrik, som hade en egen station med namnet Husqvarnaverken. Cykelleden Jönköping–Huskvarna följer nu delvis denna sträckning.

## Idrottsföreningar
- Brahe Basket
- Huskvarna Gymnastikförening
- HV71 – ishockey
- Husqvarna IF – tidigare klubb för fotboll, bandy, bowling och ishockey
- Husqvarna FF – fotbollsklubb
- Husqvarna IK – Innebandy
- Huskvarna Södra IS – sportklubb, aktiv i flera grenar
- IKHP – Hakarpspojkarna, orientering, friidrott, skidor, cykling, triathlon
- Sandagymnasiet – idrottsgymnasium med över 10 olika idrotter
- Huskvarna AIK – Huskvarnas brottarklubb
- HRS- Huskvarna Roddsällskap Roddträning, roddtävlingar
- Huskvarna Kanotklubb

## Kända personer
se även Personer från Huskvarna
- Björn Afzelius
- Karin Alvtegen
- Denni Avdic
- Birgit Carlstén
- Sture Dahlström
- Alfred Dalin
- Birger Damstedt
- Johan Davidsson
- Negra Efendić
- Johan Halvardsson
- Alf Henrikson
- Leif "Honken" Holmqvist
- Alan Kennedy
- Torsten Lindberg
- Herman Nikolic
- David Petrasek
- Conny Rich
- Marianne Stjernqvist
- Kalle Svensson
- Peter Svensson
- Wilhelm Tham